# Nicolaaskathedraal (Sint-Petersburg)
De Kathedraal van de Heilige Nicolaas (Russisch: Никольский морской собор), ook bekend onder de naam Marinekathedraal, is een Russisch-orthodoxe kathedraal in Sint-Petersburg.

## Geschiedenis
De plek werd in de tijd van Peter de Grote bewoond door zeelieden en de eerste houten kerk werd voor hen gebouwd. De kerk werd gewijd aan de heilige Nicolaas, beschermheilige van de zeelieden.
De kathedraal werd in opdracht van keizerin Elisabeth voor het personeel van de Admiraliteit gebouwd. Hiervoor werd opdracht gegeven aan de architect Savva Ivanovitsj Tsjevakinskij. Voor de aanvang van de bouw werd de grond met twee meter verhoogd omdat het gebied regelmatig overstroomd werd. De bouw begon in 1753 en in 1760 werd het hoofdaltaar gewijd in bijzijn van de keizerin. De vrijstaande, vier verdiepingen tellende en op flinke afstand van de kathedraal staande klokkentoren, met een lange vergulde spits, werd gebouwd in de jaren 1755-1758. De kathedraal bestaat uit twee aparte kerken, een donkere en mysterieuze benedenkerk gewijd aan de heilige Nicolaas en een lichte, uitbundige barokke bovenkerk gewijd aan de Epifanie. Op instigatie van tsarina Catharina II werd de kerk officieel een marinekathedraal. De belangrijkste reliek is een Griekse icoon van de heilige Nicolaas van Myra uit de 17e eeuw. In 1908 werd voor de kerk in de tuin een obelisk opgericht ter herdenking van de Slag bij Tsushima.

## Sovjet-periode
De kathedraal is een van de acht kerken van Sint-Petersburg die gedurende de Sovjet-periode niet werd gesloten of gesloopt, al gold voor de kathedraal uiteraard ook het verbod op klokluiden en werden de klokken van de kathedraal op 9 juli 1934 geconfisqueerd. In 1941 werd de kathedraal de residentie van de metropoliet van Leningrad en Novgorod Akeksi I, die voorging in de kathedraal van 1941 tot 1944 gedurende het 900 dagende durende beleg van de stad. De tijdens het beleg opgelopen beschadigingen door beschietingen werden na de oorlog gerestaureerd.

## Recente verleden
In 2000 werd in de klokkentoren een kapel gewijd. In 1989 werd een herdenkingsteken in de kathedraal geplaatst ter herinnering aan de bemanningsleden van de onderzeeër K-278 Komsomolets die hun leven lieten voor de kust van Noorwegen. Ook de bemanning van de K-141 Koersk wordt in de kerk herdacht met een herdenkingsplaquette.

## Architectuur
De kathedraal is een voorbeeld van de Elisabeth-barok. De kathedraal heeft een grondplan van een kruis en is met Korinthische zuilen en architraven van stucwerk gedecoreerd en wordt bekroond door vijf vergulde koepels. De kathedraal biedt plaats aan 5.000 gelovigen.